# 楊士奇內閣
楊士奇內閣成立於永樂二十二年八月十七日（1424年9月9日），結束於正統九年三月十四日（1444年4月2日）。是明仁宗、明宣宗統治下的唯一一個內閣，亦是明英宗統治下的第一個內閣，由時任禮部左侍郎兼華蓋殿大學士楊士奇組閣。楊士奇內閣是明朝歷史上任期最長的內閣（在任將近20年，其次為任期約14年的第二次嚴嵩內閣）。
楊士奇內閣任內，三楊（楊士奇、楊榮、楊溥）同時入閣，積極輔佐皇帝，国力强盛，政治清明，史称“仁宣之治”。
正統九年三月十四日，楊士奇在任內逝世；同日由次輔楊溥繼任內閣首輔。

## 組閣過程
永乐二十二年七月十八日（1424年8月12日），明成祖駕崩，皇太子朱高熾即位，是為明仁宗。仁宗因楊士奇、楊榮等為東宮舊臣，升楊士奇為禮部侍郎兼華蓋殿大學士，楊榮為太常卿兼謹身殿大學士，於是從仁宗起，內閣逐漸受到重視。之後楊士奇、楊榮等人均兼有尚書職位，雖然身居內閣，其頭銜均以尚書為尊。
宣宗起，官員向皇帝上行的题本，要先送内阁（由司礼监文书房轉發內閣），由內閣大學士代擬旨意，寫成紙條貼在題本封面供皇帝參考，之後再交給皇帝批閱。皇帝用朱筆（紅筆）在題本或奏本上批示，叫做「批紅」，然而皇帝處理奏章主要還是召大臣面議為主。故宣德朝實有調旨票擬之事，並無調旨票擬之制。正統初年，「英宗九歲登極，凡事啟太后，太后避專，令內閣議行，此內閣票旨之所由始也。」票擬遂成為內閣的專職。

## 內閣成員
| 職位         | 姓名   | 備注                                                   |
| ------------ | ------ | ------------------------------------------------------ |
| 首輔         | 楊士奇 | 楊榮內閣續任                                           |
| 次輔         | 楊榮   | 楊榮內閣續任，正統五年（1440年）逝世                   |
| 次輔         | 楊溥   | 洪熙元年（1425年）入閣                                 |
| 武英殿大學士 | 金幼孜 | 楊榮內閣續任，宣德六年（1431年）逝世                   |
| 武英殿大學士 | 黃淮   | 胡廣內閣期間解職，本屆內閣復職，宣德二年（1427年）離職 |
| 文華殿大學士 | 權謹   | 洪熙元年入閣，同年離職                                 |
| 華蓋殿大學士 | 張瑛   | 宣德二年入閣，宣德四年（1429年）離職                   |
| 謹身殿大學士 | 陳山   | 宣德二年入閣，宣德四年離職                             |
| 大學士       | 馬愉   | 正統五年入閣                                           |
| 大學士       | 曹鼐   | 正統五年入閣                                           |